# Аргаяш
Аргая́ш — село в Челябинской области, административный центр Аргаяшского района.

## Название
В записях XIX века название Аргаяш встречается в форме Яргояш, что позволяет возвести его к башкирским словам «яр» — берег и «кояш» — солнце, то есть солнечный берег. Также соответствует древнему тюркскому мужскому личному имени Агайяш (Ергаяш, Аргайяш).

## География
Находится в 56 км к северо-западу от Челябинска. Расположено на озере Аргаяш. В селе находится железнодорожная станция Аргаяш Южно-Уральской железной дороги на линии Челябинск — Верхний Уфалей — Екатеринбург.

## История
Аргаяш основан в 1896 году в связи со строительством железной дороги Челябинск — Екатеринбург. Входил в состав Метелевской волости Челябинского уезда.
С 15 ноября 1917 года Аргаяш стал центром Аргаяшского кантона Башкурдистана, а с 20 марта 1919 года по 17 января 1934 года являлся центром того же кантона Башкирской АССР, представлявшего собой анклав внутри огромной Уральской области. В 1934 году был центром Аргаяшского национального округа.
Годы наибольшего развития Аргаяша связаны со временем Советского союза. Именно во времена СССР из захолустной станции Аргаяш превратился в мощный центр промышленности, переработки продуктов сельского хозяйства. Всё наиболее важные инфраструктурные объекты были построены во времена Советского союза.
В Аргаяше расположены лесхоз, птицефабрика, молоко- и хлебозаводы, консервный завод (овощные и фруктовые консервы), медицинское училище, агротехнический колледж, музыкальная школа. Среднее образование представлено АСОШ номер 1 и АСОШ номер 2 (неофициальное название «башкирская»). В начале 2000-х был открыт завод «Ball Rexam» (с 2022 года — «Арнест Упаковочные Решения») по производству алюминиевой тары. Действует Аргаяшский башкирский народный театр.
Ранее в Аргаяше действовал филиал Челябинского педагогического колледжа номер один. Готовил учителей начальных классов и воспитателей детских садов со знанием башкирского языка. Но из-за низкой активности местной власти и башкирской общественности Аргаяшского района филиал был закрыт. И в настоящее время не предпринимаются попытки его повторного открытия.

## Население
| 1959    | 1970    | 1979    | 1989    | 2002    | 2010    | 2011    |
| ------- | ------- | ------- | ------- | ------- | ------- | ------- |
| 7373    | ↗8683   | ↗9601   | ↗10 526 | ↘10 170 | ↘10 061 | ↗10 067 |
| 2012    | 2013    | 2014    | 2015    | 2016    | 2017    | 2018    |
| ↘9937   | ↗10 138 | ↗10 198 | ↗10 234 | ↗10 284 | ↗10 293 | ↘10 153 |
| 2019    | 2020    | 2021    | 2023    |         |         |         |
| ↘10 039 | ↗10 042 | ↗10 084 | ↗10 211 |         |         |         |

По итогам переписи населения 2020 года: русские — 52,8 %, башкиры — 28,1 %, татары — 4,3 %. (Но данные не полные, т к во время переписи 2020 года не удалось узнать о национальной принадлежности более, чем у 1200 жителей села Аргаяш.)
Всероссийская перепись населения (2002 год): русские — 63,3 %, башкиры — 26,2 %, татары — 7,3 %
Всероссийская перепись населения 2010 года:
Русские (5895 человек) — 62,5 %, башкиры (2645 человек) — 28 %, татары (632 человек) — 6,7 %.
украинцы (49 человек) — 0,5 %
казахи — 34 человека
немцы — 15 человек
белорусы — 10 человек
мордва — 6 человек
армяне — 48 человек
нагайбаки — 3 человека
таджики — 27 человек
азербайджанцы — 7 человек
чуваши — 8 человек
узбеки — 21 человек
цыгане — 4 человека
марийцы — 3 человека
удмурты — 7 человек
поляки — 3 человека
болгары — 4 человека
кумыки — 9 человек
национальность не указана — 608 человек

## Религия
Православные храмы
- Церковь Сергия Радонежского

Мечети
- Мечеть

Протестантские общины
- Дом молитвы христиан веры евангельской Слово Божие